# Serenididae
De Serenididae zijn een familie van uitgestorven kreeftachtigen uit de klasse van de Ostracoda (mosselkreeftjes).

## Geslacht
- Sargentina Coryell & Johnson, 1939 †